# Marina d'Augas Santas
|  | Per a altres significats, vegeu «Santa Marina». |

Marina d'Augas Santas o d'Aguas Santas en castellà, és una verge i màrtir de la parròquia d'Augas Santas (Allariz, província d'Ourense, probablement llegendària. És venerada com a santa per l'Església catòlica.

## Vida i llegenda
La seva vida barreja llegendes i fets que podrien ésser reals. Segons la tradició, nasqué a Balcagia, l'actual Baiona (província de Pontevedra, Galícia), cap a l'any 119, i era filla de Luci Casteli Sever, governador romà de Gallaecia i Lusitània i de la seva esposa Càlsia. Aquesta va tenir nou filles en un sol part, mentre el seu marit era fora en campanya; temerosa d'ésser acusada d'infidelitat (es creia que els naixements múltiples es devien a la concupiscència de la dona), volgué desfer-se de les nenes i les donà a la seva criada Sila perquè les ofegués al riu Miño.
Sila, cristiana, no volgué matar-les i les deixà en cases de famílies cristianes amigues, i hi foren batejades pel bisbe, també llegendari, Ovidi de Braga, i van créixer com a cristianes.
De grans, foren acusades davant el seu pare, en l'època de les persecucions als cristians. Quan Sever s'assabentà que eren les seves filles, les convidà a abjurar del cristianisme i portar una vida regalada amb ell. S'hi negaren i foren empresonades, però fugiren i cadascuna anà a un lloc diferent, morint totes com a màrtirs. Marina amb Quitèria, morí decapitada als vint anys, el 18 de gener del 139. Al lloc on morí nasqueren tres fonts.

## Veneració
La festa de Santa Marina se celebra el 18 de juliol. És patrona de Fontihoyuelo, Cigales i Fernán Núñez.